# نورث امریکن ای‌جی سیوج
نورث امریکن ای‌جی سیوج (به انگلیسی: North American AJ Savage) یک هواپیمای ساختِ کارخانهٔ نورث امریکن اوییشن در کشور ایالات متحده آمریکا است. نخستین استفاده‌کنندهٔ این هواپیما نیروی دریایی ایالات متحده آمریکا بوده‌است. این هواپیما برای نخستین بار در ۳ ژوئیه ۱۹۴۸ میلادی مورد استفاده قرار گرفت.